# Abraham Girardet

Attacco alla Convenzione nazionale (13 vendemmiaio, anno IV - 5 ottobre 1795), 1790 (Library of Congress)

Abraham Girardet (Le Locle, 30 novembre 1764 – Parigi, 2 gennaio 1823) è stato un incisore e disegnatore svizzero.

## Biografia
Nato in un villaggio, nel Canton Neuchâtel, apparteneva ad una famiglia di artisti: era il fratello maggiore dell'incisore Charles Samuel Girardet (1780-1863). Due suoi nipoti sono stati artisti: Karl fu pittore e incisore e Paul illustratore e incisore.

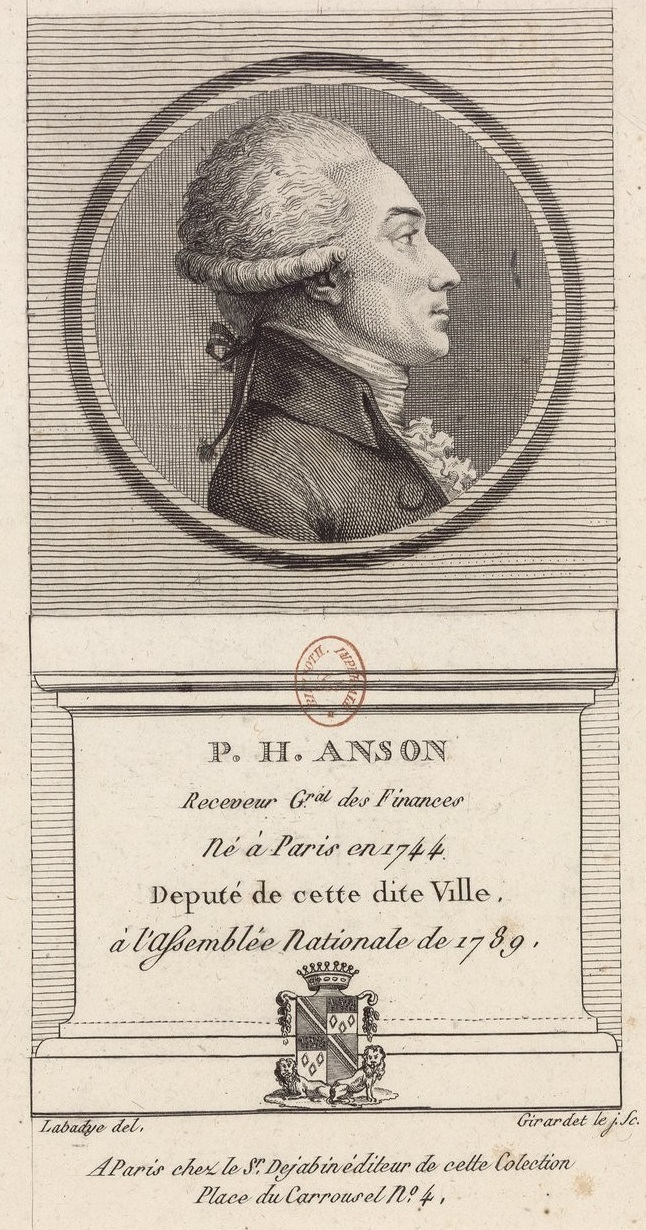
Pierre-Hubert Anson (1744-1810) (Reggia di Versailles)

A Parigi fu allievo di Benjamin-Alphonse Nicolet. Nel corso della Rivoluzione francese partecipò alla realizzazione di pubblicazioni a più mani, tra cui la più importante di quel pariodo, la Collection complete des tableaux historiques de la révolution francaise, composée de cent treize numeros, en trois volumes che vide il concorso di molti artisti, tra cui Jean Honoré Fragonard per i disegni e Claude-Nicolas Malapeau per le incisioni.

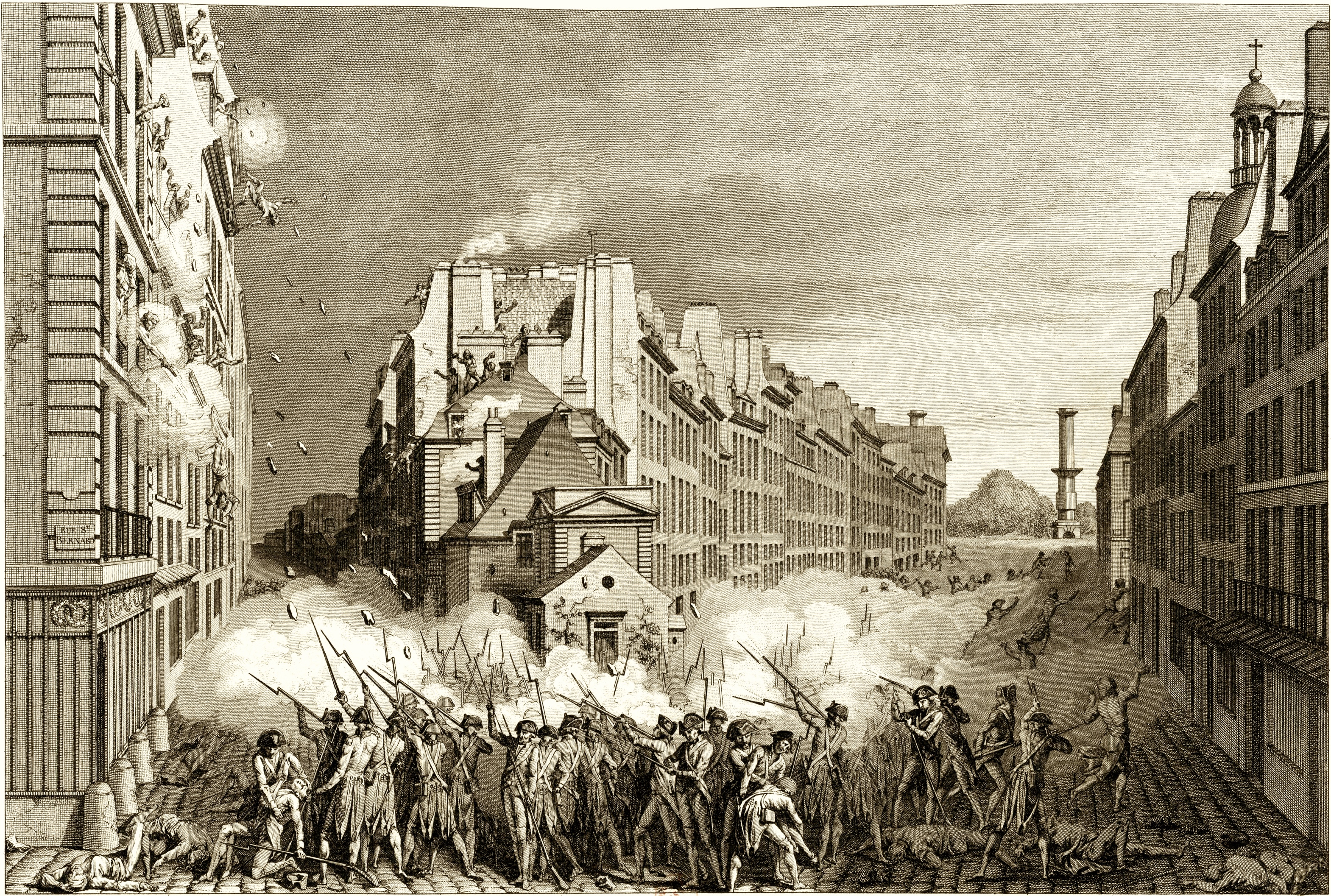
Fucilazione al faubourg St. Antoine, 28 aprile 1789

Su disegno di Alexandre Desenne incise le tavole per Oeuvres de Jean Racine, in otto volumi. Le figure di Paul et Virginie di Bernardin de Saint-Pierre sono state incise da Girardet, da Louis-Michel Halbou e da Joseph De Longueil, su disegni di Jean-Michel Moreau e di Joseph Vernet.